# Dombeya capuronii
Dombeya capuronii är en malvaväxtart som beskrevs av Arenes. Dombeya capuronii ingår i släktet Dombeya och familjen malvaväxter. Inga underarter finns listade i Catalogue of Life.